# Newkirk (Oklahoma)
Newkirk település az Amerikai Egyesült Államok Oklahoma államában, Kay megyében, melynek megyeszékhelye is. Lakosainak száma 2172 fő (2020. április 1.).

## Népesség
A település népességének változása:

| 2010 | 2 317 |
| 2020 | 2 172 |